# 독일 형법
독일 형법에 대해 설명한다.

### 독일형법사 개관
1987년 4월 1일 발효된 현행 독일형법은 1871년 [독일제국형법전]을 근간으로 한 것으로서 총칙(제1조 - 제79조)과 각칙(제80조 - 제358조)등 총 358개조로 구성되어 있다. 제2차 세계대전 이후 독일연방공화국은 새 형법전을 제정하는 대신 종전의 [독일제국형법전]을 그대로 시행하면서 부분개정의 형식으로 필요한 규정을 신설 또는 폐지하여 왔다. 그러나 근대 형법사상과 효과적인 범죄예방이념에 기초한 새로운 형법의 제정이 시급히 요청되고 단편적으로 부분개정만으로는 이러한 목적을 달성하는 데 한계가 있자, 연방정부는 1954년 이후 형법 전면개정을 위한 통일적이고 체계적인 입법작업을 추진하게 되었다. 1962년 [정부초안(Regierungsentwurf)]이 발표된 데 이어 1966년에는 14명의 형법교수들이 작성한 [대체초안(Alternativentwurf)]이 연방의회에 제출되었다. 그 후 이러한 [대체초안]의 내용을 반영하고 있는 두 개의 [형법개정법률초안(Entwurf eines Gesetzes zur Reform des Strafrechts)]이 연방의회에서 통과되어 [제1차 형법개정법률(Erstes Gesetz zur Reform des Strafrechts)]과 [제2차 형법개정법률(Zweites Gesetz zur Reform des Strafrechts)]의 명칭 하에 정식법률로 채택되었다. 그런데 동법률은 총칙편만을 규정하고 있었으므로 각칙편의 개정작업을 완성할 때까지 그 시행을 연기하기로 하여 제정당시 그 발효일자가 1973년 10월 1일로 정하여 졌었다. 그러나 예정했던 기간 내에 각칙부분의 전면 개정작업이 종결되지 못한 상황에서 더 이상 신형법의 시행을 미룰 수 없게 된 연방정부는 1978년 1월 2일 [제2차 형법개정법률]에 기초한 신총칙과 일부 개정된 [1871년 형법]의 각칙을 결합한 신형법을 일단 공포,시행하고 각칙부분은 향후 개별 법률을 통한 부분개정의 방식으로 수정,조정하기로 하였다. 각칙의 부분개정작업은 그 후 수개의 [형법일부개정법률(Strafrechtsänderungsgesetz)]과 특별법의 제정을 통하여 추진되어 시위관련 범죄, 낙태죄, 성범죄, 통화관련 범죄, 개인의 자유관련 범죄 등이 새로이 규율되었다. 이 같이 12년간의 수차 부분개정을 거쳐 정비된 형법은 1987년 3월 10일 연방정부에 의하여 신형법으로 공포되어 4월 1일 발효되었고, 이것이 현행 독일형법이다.

## 구성
총칙과 형법각칙으로 구성되어있다. 총칙은 제5장까지 존재하며, 각 장은 최대 7개의 절로 구성된다. 총칙은 제1조에서 제79조b까지 존재한다. 형법각칙은 제 30장까지 존재하며, 제1장에만 4개의 절이 있다. 형법각칙은 제80조에서 제358조까지 존재한다.

### 총칙
- 제1장 형법

```
-제1절 적용범위
-제2절 용어의 정리
```

- 제2장 범죄행위

```
-제1절 가벌성의 기초
-제2절 미수
-제3절 정범 및 공범
-제4절 
정당방위
 및 긴급피난
-제5절 의회 내 발언 및보고의 불가벌성
```

- 제3장 범죄에 대한 법률효과

```
-제1절 형벌
-제2절 형의 양정
-제3절 수개의 법률위반에 있어 형의 양정
-제4절 보호관찰부 집행유예
-제5절 형의 선고유예, 형의 면제
-제6절 보안처분
-제7절 박탈 및 몰수
```

- 제4장 고소, 권한위임, 처벌요구
- 제5장 시효

```
-제1절 공소시효
-제2절 형집행 시효
```

### 형법각칙
- 제1장 평화에 대한 죄, 내란의 죄 및 민주적 법치국가위험죄

```
-제1절 평화에 대한 죄
-제2절 내란죄
-제3절 민주적 법치국가가위험죄
-제4절 공통규정
```

- 제2장 간첩 및 외환의 죄
- 제3장 외국에 대한 죄
- 제4장 헌법기관 및 선거와 투표에 대한 죄
- 제5장 국방에 대한 죄
- 제6장 국가권력에 대한 죄
- 제7장 공공질서에 대한 죄
- 제8장 통화 및 유가증권의 위조
- 제9장 선서 없는 허위진술 및 위증
- 제10장 무고의 죄
- 제11장 종교 및 세계관에 관한 죄
- 제12장 신분, 혼인 및 가정에 대한 죄
- 제13장 성적 자기결정에 대한 죄
- 제14장 모욕죄
- 제15장 사생활 및 비밀영역의 침해
- 제16장 생명에 대한 죄
- 제17장 상해의 죄
- 제18장 개인의 자유에 대한 죄
- 제19장 절도 및 횡령
- 제20장 강도 및 공갈의 죄
- 제21장 증거인멸 및 장물의 죄
- 제22장 사기 및 배임의 죄
- 제23장 문서위조의 죄
- 제24장 파산의 죄
- 제25장 가벌적 사행행위
- 제26장 경쟁위반의 죄
- 제27장 손괴의 죄
- 제28장 공공위험의 죄
- 제29장 환경에 대한 죄
- 제30장 직무에 관한 죄

## 특징
독일 형법(Strafgesetzbuch, StGB)은 모든 류의 범죄에 적용 가능한 총칙(Allgemeiner Teil)과 각각의 범죄를 서술해놓은 각칙(Besonderer Teil)으로 구성되어있다. 다른 법률에서도 다른 종류의 범죄들을 서술하고 있기는 하지만, 총칙에서 서술된 원칙은 그런 법률들에도 적용이 가능하다. 대륙법체계를 따르기 때문에 성문화되어있고, 판사에 의해 이해되고 적용된다. 그렇기 때문에 사안의 사실관계확정에 초점을 두며 무죄 추정의 원칙이 적용된다. 특히, 독일은 헌법 103조 2항에서 죄형법정주의를 채택하고 있고, 이를 형법총칙 제1조에서 다시 한번 언급하고 있다. 즉, 형법상의 책임은 의회가 제정한 법률에 근거해야 한다고 밝히고 있다. 의회에서 제정한 법률이 어떤 행위를 범죄화하기 위한 목적으로 인용하지 않는 한, 정부의 시행령이나 규칙으로는 범죄에 대한 책임을 묻기에 충분하지 않다. 형법총칙 제11조 5항에 보면 위법한 행위란 형법상의 구성요건을 실행하는 행위라고 한다. 즉, 범죄가 성립되려면 [범죄의 성립요건]을 만족해야 하며 이에는 구성요건 해당성, 위법성, 유책성(책임)이 있다. 특히 형법총칙 제16조에 '구성요건적 착오'를 둠으로써 범죄성립 요건을 만족하였더라도 구성요건을 착오한 자는 죄를 면제해주거나 경감해줄 수 있도록 조치하였다. 형벌의 종류에는 자유형, 벌금형, 재산형, 부가형의 4가지가 존재한다. 제2차 세계대전 이후 형법을 부분개정하는 과정에서, 1949년 사형 제도가 폐지되었고, 1951년 내란죄, 간첩죄 등 국가적 법익을 침해하는 범죄에 대한 개정이 이루어졌으며, 1953년 보호관찰부 집행유예 제도와 가석방 제도가 도입되는 등 형법체제가 정비되었다. 1990년 동서독 통일 이후 독일 형법은 몇몇 분야에서 동독 형법과 서독 형법으로 나눠진 이원적 법적용 상황이 형성되었고 이를 제거하기 위해 1994년 5월 동성애 규정이 폐지되었고, 제182조의 죄명을 개정하는 등, 구동독 형법의 구성요건을 수용하는 노력을 보였다.